# Modelo de iones móviles
El modelo de iones móviles es un modelo para la reacción de las moléculas en donde se tiene en cuenta el potencial químico y el campo eléctrico; se pueden representar los solventes iónicos de forma explícita o no.

## Representaciones más utilizadas
Dos de las representaciones más utilizadas son:

### Ecuación Poisson-Boltzman
En esta aproximación los iones móviles en solventes iónicos no son representados explícitamente y en lugar del potencial químico en cada Ion se asume un potencial químico uniforme en toda la solución. Las contribuciones antrópicas y electrostáticas del potencial químico de un Ion en un punto {\displaystyle {\textbf {r}}} son {\displaystyle K_{B}T\ln C({\textbf {r}})} y {\displaystyle q\phi ({\textbf {r}})} respectivamente, donde {\displaystyle C({\textbf {r}})} es la concentración local , q es la carga y {\displaystyle \phi ({\textbf {r}})} es el potencial medio. Esto resulta en una expresión de Boltzman para la concentración de iones:
{\displaystyle C({\textbf {r}})=C(\infty )\exp[q\phi ({\textbf {r}})/K_{B}T]}
donde {\displaystyle C(\infty )} es la concentración del volumen. Al incorporarla con la ecuación de Poisson produce una ecuación general para el continuo electrostático, la ecuación de Poisson-Boltzman (PB):
{\displaystyle \nabla \cdot \varepsilon ({\textbf {r}})\nabla \phi ({\textbf {r}})-\kappa '^{2}\sinh[\phi ({\textbf {r}})]=-4\pi \rho ({\textbf {r}})}
donde {\displaystyle \kappa '^{2}} está relacionada con la fuerza iónica (I) por medio de la ecuación de Debye-Huckel:
{\displaystyle \kappa ^{2}=\kappa '^{2}/\varepsilon ={\frac {8\pi N_{a}e^{2}I}{(1000\varepsilon K_{B}T)}}}
donde {\displaystyle N_{a}} es el número de Avogadro. La ecuación de Poisson-Boltzman relaciona la polarización eléctrica y dipolar a través de {\displaystyle \varepsilon } y hace una revisión iónica a través de {\displaystyle \kappa }, lo que permite modelar los efectos de la forma de la macromolécula para ser modelados mediante la variación especial de {\displaystyle \varepsilon }, {\displaystyle \kappa } y {\displaystyle \rho }.

### Representación explícita de iones
También es posible representar el apantallamiento de los iones móviles alrededor de polielectrolitos explícitamente mediante la simulación de Monte-Carlo o métodos de ecuaciones integrales, incluyendo el tamaño infinito y efectos de correlación para los iones móviles.
- Datos: Q6020120